# Start-up-Unternehmen
Ein Start-up-Unternehmen (von englisch to start up ‚gründen, in Gang setzen‘), auch Startup-Unternehmen oder kurz Start-up, ist eine Unternehmensgründung mit einer Geschäftsidee und hohem Wachstumspotenzial. Oft operieren Start-ups in jungen oder noch nicht existierenden Märkten und müssen erst ein funktionierendes Geschäftsmodell finden. Haben sie dieses etabliert, gelten sie allgemein nicht mehr als Start-up. Ehemalige Startup-Unternehmen bewahren sich mitunter die erfolgreichen Ansätze ihrer Gründungszeiten (wie Innovationsfähigkeit, Flexibilität, Modernität, flache Hierarchien), fördern sie gezielt durch Inkubatoren, gründen bzw. gliedern eigene Sparten als Start-ups aus (sogenannte Spinoffs) oder übernehmen andere Start-ups durch Zukäufe. Die Finanzierung eines Start-ups erfolgt wegen der hohen Risiken meist nicht über klassische Finanzquellen, sondern beispielsweise durch Business Angels (Privatinvestoren), Wagniskapitalfinanzierer oder Crowdfunding.

## Begriff
Nicht jedes neu gegründete Unternehmen wird als Startup bezeichnet. Zum Beispiel starten Handwerksbetriebe (wie Tischler und Friseure) oder Freiberufler (wie Architekten und Rechtsanwälte) im Regelfall weder mit einer innovativen Geschäftsidee noch haben sie das vorrangige Ziel, schnell zu wachsen. Sie bedienen einen existierenden und bewährten Markt und gelten häufig als Existenzgründer. Beim Franchising ist der Franchisenehmer ebenfalls kein Startup, der Franchisegeber kann es hingegen durchaus sein. Copycat-Unternehmen im Tech-Bereich werden mitunter als Startups bezeichnet, erfüllen aber meist nur bedingt das Kriterium der Innovation, vielmehr führen sie diese häufig auf einem anderen Markt ein als das kopierte Unternehmen.
Obwohl als Startup im Prinzip Unternehmen aller Branchen bezeichnet werden können, welche die Kriterien Innovation und Skalierbarkeit erfüllen, sind in der Praxis die meisten Startups im Technologie- und Internetsektor tätig. Typische Branchen sind der Elektronische Handel, Anwendungssoftware, Finanztechnologie, Biotechnologie, Nanotechnologie, neue Fertigungsverfahren, Industrie 4.0 oder Luft- und Raumfahrttechnik. Mitunter verändern Startups ganze Geschäftszweige und -modelle, was auch als Disruption bezeichnet wird.
Laut dem Begründer der Lean-Startup-Methode und Autor Eric Ries ist „Ein Startup […] eine menschliche Institution, die ein neues Produkt oder eine neue Dienstleistung in einem Umfeld extremer Ungewissheit entwickelt“.
Oft haben die Gründer und Investoren eines Startups die Absicht, das Unternehmen nach wenigen Jahren auf dem freien Markt anzubieten, entweder einem etablierten Unternehmen durch Kapitalbeteiligung oder Unternehmenskauf oder vielen Aktionären durch einen Börsengang. Häufig soll dadurch die Tragfähigkeit bzw. das Potenzial des Unternehmens dargestellt werden oder neue Ideen verwirklicht werden. Eine fruchtbare Gründerszene entsteht demzufolge häufig durch die Dynamik von Talenten und Finanzmitteln, die durch Verkäufe und regionale Netzwerke mit wachsendem Know-how angeregt wird. Die Ballung bestimmter Branchen oder insgesamt vieler Startups heißt Startup-Cluster. So bildeten sich nach dem Vorbild des Silicon Valley unterschiedliche politisch geförderte Cluster in Deutschland, beispielsweise das BioCon Valley in der Greifswalder Region, das Solar Valley in Mitteldeutschland und das BioValley im Südwesten Deutschlands. Für die Startup-Gründer sind politische Stabilität und Rechtssicherheit wichtige Faktoren bei der Standortwahl. Neben der entscheidenden Register- und Vertragssicherheit bzw. kompetenten Rechtsprechung und internationalen Rechtssicherheit ist Schnelligkeit bei der Registereintragung wichtig.
Die Startup-Szene im Silicon Valley legt auch in Bezug auf Unternehmensgründung besonderen Wert auf persönliche Begegnung und Kommunikation, auch um Vertrauen von Investoren zu gewinnen. Virtuelle Kommunikation oder weite Wege zu Geschäftspartnern und Fachkollegen gelten als hemmend für Innovationen.

## Erfolgsfaktoren
Viele der global erfolgreichen Startup-Unternehmen haben sich unter anderem durch innovative Ansätze zur Problemlösung, durch Regionalisierung und Globalisierung, durch Skalierbarkeit (Steigerungsfähigkeit) ihrer Technik und ihrer Geschäftsmodelle, dank funktionierender Gründungsförderung und Unternehmensfinanzierung aus ihrem Umfeld sowie durch intelligentes (Entrepreneurial) Marketing innerhalb relativ kurzer Zeit die Position des Weltmarktführers in ihrem Bereich erarbeitet oder haben sogar einen vollkommen neuen Markt erschaffen. Auch Erfolgsmethoden (best practice) zur Unternehmensstrukturierung spielen bei vielen erfolgreichen Startups eine Rolle. Eine der wesentlichen Faktoren zur Gründung und zum Erfolg der neuen Unternehmen ist die Verbindung der Gründer und Mitarbeiter mit lokalen Forschungseinrichtungen, wie etwa die Beispiele der Stanford University mit dem Stanford Linear Accelerator Center im Silicon Valley, das International Centre for Theoretical Physics in Triest oder der Wissenschaftscluster WISTA in Berlin-Adlershof zeigen.
Entscheidend für den Erfolg von Startups insgesamt sei laut einer RKW-Studie von November 2015 ein „fruchtbares regionales Gründer-Ökosystem“ und gründerfreundliches Klima, welches durch das Zusammenspiel von Talenten, erfolgreichen Unternehmern, Finanzierungsmöglichkeiten, Bildungseinrichtungen, bürokratiearmer Politik und Verwaltung, potenziellen Kunden, leistungsfähiger Infrastruktur (vor allem digitaler) und Anbindung an den öffentlichen Verkehr, die Offenheit für Innovationen, Kreativität und eine hohe Lebensqualität entstehe. Dies sei mit guter Koordinierung auch außerhalb großer Städte möglich, etwa mit einem proaktiven, qualitätsvollen Regionalmanagement und durch die Vernetzung regionaler Gründer-Initiativen.
Einer stadtökonomischen Untersuchung Berlins von März 2014 zufolge sei im urbanen Umfeld eine hohe Einwohnerdichte und ein lebendiges Ausgeh- und Kulturleben für die Startup-Gründerszene wichtig, die Arbeit und Leben nah beieinander zusammenbringt. So prägt zum Beispiel Silicon Valley auch einen extremen Kult der Nähe – persönliche Anwesenheit ist Pflicht, virtuelle Kommunikation ist verpönt; wer wegfährt, verliert den Anschluss und wer dort ist, bekommt Kontakte. Büroviertel, Technologieparks und Gründerzentren auf der Grünen Wiese seien demzufolge höchst unattraktiv für die meisten Gründer, auch bei guter Verkehrsanbindung.

## Gründer
Da die Produkte von Startups häufig auf neuen Technologien basieren, stammen die Gründer von Startups oft aus den Ingenieurwissenschaften und der Informatik, wo sie im Rahmen ihres Studiums auf ihre Geschäftsideen gestoßen sind. So waren beispielsweise die beiden Gründer von Google, Larry Page und Sergey Brin, Doktoranden der Informatik und ihre Suchmaschine beruhte auf dem PageRank-Algorithmus, den die beiden im Rahmen ihrer Forschung an der Universität entwickelt hatten. Dennoch haben die meisten Gründer überwiegend einen wirtschaftswissenschaftlichen Studiengang abgeschlossen.
Die Gründer von Startups sind oft verhältnismäßig jung. So waren beispielsweise Page und Brin beide 25 Jahre alt, als sie ihre Firma gründeten und Mark Zuckerberg erst 20, als er zusammen mit drei Mitstudenten Facebook gründete.
Einer Studie vom Herbst 2022 der Technischen Universität München (TUM) in Zusammenarbeit mit der Roland Berger Stiftung für europäische Unternehmensführung zufolge seien Frauen in deutschen und französischen Start-ups deutlich unterrepräsentiert, insbesondere im Technologiebereich. Dies gelte sowohl für Gründerinnen als auch für Mitarbeiterinnen. Wurden die Unternehmen von weiblichen Teams gegründet, sei der Frauenanteil der Belegschaft fast doppelt so groß wie bei Gründungen von Männerteams. Zudem würden von Männern gegründete Start-ups höher bewertet.

## Finanzierung

### Finanzierungsphasen

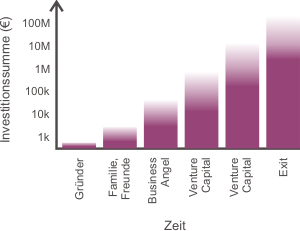
Beispiel für Startup-Finanzierung (logarithmische Skala)

Erfolgreiche Startups durchlaufen mehrere Stufen der Unternehmensfinanzierung mit immer höheren Beträgen. Diese werden in verschiedenen Systemen in verschiedene Phasen unterteilt. Typisch ist die Aufteilung in vier bzw. fünf Hauptphasen:
- Pre-Seed Stage
- Seed Stage
- Early Stage
- Growth Stage
- Later Stage

Am Anfang finanzieren die Gründer ihre Idee aus der eigenen Tasche. In der zweiten Stufe erhalten sie Unterstützung von Familienmitgliedern oder Bekannten. Die Beträge hier liegen – je nach persönlichem Vermögen – im fünfstelligen Euro-Bereich. In dieser Phase müssen kaum mehr als die Lebenshaltungskosten der Gründer finanziert werden.
Die erste formale Finanzierungsphase wird Seed-Runde genannt. Hier investieren private Geldgeber (meistens Business Angels) in das Startup. Dafür erhalten sie einen gewissen Anteil am Unternehmen. Seed-Investitionen gehen bis in den sechsstelligen Euro-Bereich, bei ein bis drei Mitarbeitern benötigen sie im Schnitt rund 700.000 Euro. Diese Mittel werden zum Beispiel dafür genutzt, um Prototypen zu erstellen oder Marktanalysen durchzuführen.
War das Startup bis dahin erfolgreich, folgt die sogenannte Early Stage (als erste große Investitionsrunde häufig auch Series A genannt). Das Unternehmen braucht weitere Mittel – zunächst, um das Produkt bis zur Marktreife zu entwickeln und dann, um den Marktauftritt und das Wachstum zu finanzieren. Hierfür können sieben- oder sogar achtstellige Beträge erforderlich sein. Solche Investitionen werden häufig von Venture-Capital-Gesellschaften getätigt und finden oft in mehreren Finanzierungsrunden statt. Im Gegenzug müssen die Gründer meist weitere Unternehmensanteile abgeben.
In der Growth-Stage entwickelt sich das Unternehmen weiter. Steigende Kunden-, Umsatz-, und Mitarbeiterzahlen prägen die Entwicklungsphase. Bei guten Marktbedingungen finden in dieser Phase häufig mehrere Finanzierungsrunden statt (Series B, C, D), die i. d. R. durch steigende Investitionssummen gekennzeichnet sind. Bei weniger optimalen Marktbedingungen, finden auch Finanzierungsrunden, zu den Konditionen vorheriger Runden statt, die als „Flat-Round“ bezeichnet werden. Liegen die Bedingungen einer Runde sogar unterhalb den Bedingungen der vorherigen spricht man von einer „Down-Round“.
Schließlich kommt – typischerweise nach wenigen Jahren – der Exit, bei dem das Unternehmen auf dem Markt angeboten wird. Dies kann durch einen Börsengang oder durch den Verkauf an ein anderes Unternehmen erfolgen.
In den 2010er Jahren hat sich für Startups mit einer Marktbewertung von über eine Milliarde US-Dollar die Bezeichnung „Einhorn“ (englisch unicorn) etabliert. Das Magazin Fortune listete im Juni 2016 insgesamt 174 Einhorn-Startups, darunter auch einige europäische und deutsche Unternehmen. Im Jahr 2022 listete das amerikanische Analyseunternehmen CB Insights bereits mehr als 1.200 Einhorn-Unternehmen.

### Überblick Finanzierungsphasen
| Finanzierungsphase            | Start-up Phase                                 | Inhalte der Phase | Typische Investoren | Kapitalbedarf |
| ----------------------------- | ---------------------------------------------- | --- | --- | --- |
| Pre-Seed Stage                | Orientierungsphase (0 Jahr)                    | Unternehmensidee ist noch nicht spezifisch entwickelt. Rückmeldungen werden eingeholt und Umsetzbarkeit geprüft. Grobes Konzept wird entwickelt. | Finanzierung durch eigene Mittel der Gründer (Bootstrapping), häufig auch Familie oder Freunde                                                         | Kaum bzw. sehr geringer Kapitalbedarf.                                                                                         |
| Seed Stage                    | Planungsphase (jünger als 1 Jahr)              | Geschäftsidee ist bekannt und Geschäftsmodell wird spezifisch entwickelt. Prototyp bzw. Minimum Viable Product (MVP) wird erstellt.              | Venture Capital mit Fokus auf Early Stage, häufig Business Angels. Auch staatliche Mittel, wie z. B. Gründerfonds                                      | Geringer Kapitalbedarf. |
| Early Stage (Series A)        | Gründungs- und Aufbauphase (jünger als 1 Jahr) | Konkreter Unternehmens- und Vertriebsaufbau. | Mischung aus vorherigen Formen mit zunehmender Investition durch Venture Capital Gesellschaften.                                                       | Steigender Kapitalbedarf für Aufbau der Unternehmensinfrastruktur. Geprägt durch steigende Kosten aber noch geringe Einkünfte. |
| Growth Stage (Series B, C, D) | Wachstumsphase (1-2 bzw. 3 Jahr)               | Unternehmen entwickelt sich weiter: Steigende Kunden, Umsatz und Mitarbeiterzahlen.                                                              | Mischung aus vorherigen Formen mit zunehmender Investition durch Venture Capital Gesellschaften. Durch wachsende Umsätze auch höhere Kreditwürdigkeit. | Steigende Kosten bei i. d. R. steigenden Einnahmen. Kapitalbedarf abhängig von Geschäftsmodell.                                |
| Later Stage (Exit)            | Reifephase (älter als 3 Jahre)                 | Weiterentwicklung und Professionalisierung des Unternehmens. Häufig Vorbereitung auf einen Börsengang.                                           | Exit (Ausstieg) der VC-Gesellschaften durch Verkauf der Anteile.                                                                                       | Unternehmen ist selbstständig.                                                                                                 |
| Steady Stage                  | Stabilitätsphase                               | | | |

## Risiken
Startups sind mehreren Risiken ausgesetzt: Die Gründer sind oft jung und haben höchstens geringe unternehmerische Erfahrung. Häufig ist anfangs unklar, ob ihr Produkt in ausreichender Qualität entwickelt werden kann. Ebenso ist es meist ungewiss, ob der Markt das Produkt annehmen wird. Aus diesen Gründen ist die Erfolgsquote von Startups eher gering: Von zehn Startups scheitern durchschnittlich sieben oder acht, ein bis zwei Unternehmen erzielen einen beständigen Umsatz, jedoch ohne das erwartete Wachstum, und höchstens einem von zehn gelingt der erhoffte Erfolg. Diese Erfolgsquote von nur 10 Prozent erklärt die sehr hohen Renditeerwartungen von Investoren: Um ihr eingesetztes Kapital zurückzubekommen, muss im Mittel jedes erfolgreiche Unternehmen in ihrem Portfolio die Verluste von neun anderen Unternehmen auffangen.
Eine Studie von 101 gescheiterten Startups hat gezeigt, dass die drei wichtigsten Gründe für den Misserfolg vermeidbar gewesen wären:
1. Ein Produkt wurde entwickelt, das niemand kaufen wollte. (42 Prozent)
2. Das Budget war aufgebraucht, ehe hinreichende Umsätze erzielt werden konnten. (29 Prozent)
3. Das Gründer-Team passte psychologisch nicht zusammen. (23 Prozent)

Erst an vierter Stelle steht eine externe Ursache: Ein Wettbewerber war stärker. Besonders um das erste Problem zu vermeiden, wurde das Lean Startup-Konzept eingeführt, das diese und andere Fehlentscheidungen frühzeitig vermeiden soll.

## Förderung
Wegen ihrer großen wirtschaftlichen Bedeutung gibt es eine Reihe verschiedener Fördermaßnahmen für Startups – sowohl aus dem öffentlichen als auch aus dem privaten Sektor.

### Inkubatoren

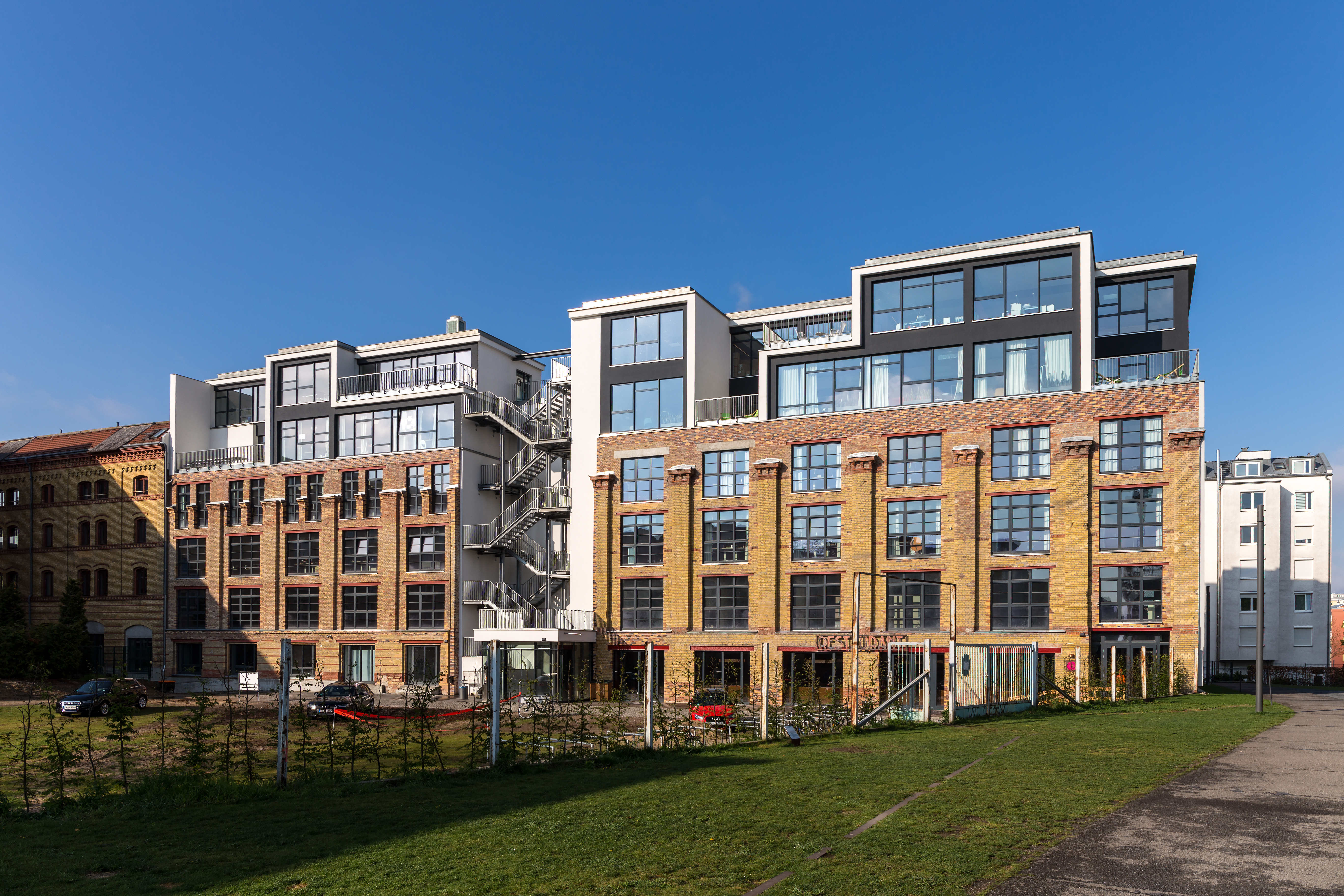
Mischmodell aus Inkubator und Accelerator: Factory Berlin, Campus für Gründer an der Bernauer Straße

Inkubatoren bzw. Gründerzentren sind Einrichtungen zur Unterstützung von Startups, die verschiedene Dienstleistungen zur Verfügung stellen. Sie werden aus öffentlichen Mitteln als Teil der Wirtschaftsförderung oder von privaten Investoren oder in Kooperation öffentlicher und privater Geldgeber finanziert. Zu den typischen Angeboten eines Inkubators gehören:
- Büros und technische Infrastruktur für Jungunternehmen
- Wirtschafts- und Rechtsberatung
- Kontakte zu Investoren
- Coaching, Training und Seminare zu betriebswirtschaftlichen Themen

Beispiele
Diverse Hochschulen stellen für ihre Studenten und Mitarbeiter Inkubatoren zur Verfügung. Beispiele dafür sind das Zentrum für Entrepreneurship an der Universität Rostock und das Centre for Entrepreneurship an der Technischen Universität Berlin.
Ein bekanntes Beispiel für einen privatwirtschaftlichen Inkubator in Deutschland ist die Factory in Berlin. Die Inkubator-Unternehmen EFounders (Paris/Brüssel), Makeshift (London) sowie Rocket Internet, HitFox, Internationale Startup-Fabrik mit Sitz in Berlin und Team Europe (alle Berlin) gelten als „Startup-Studios“ oder auch „Startup-Fabriken“, die ihre Tätigkeit auf die Entwicklung besonders effizienter und wiederholbarer Modelle zur Etablierung von Startups richten.
Coworking-Angebote wie Betahaus, Tapetenwerk und Metalab können ebenfalls durch Angebote für Gründungsbegleitung als Inkubatoren wirken. Die öffentlichen und privaten deutschen Technologiezentren dienen ebenfalls dem Zweck der Begleitung von innovativen Unternehmensgründungen.

### Accelerator
Accelerator (wörtlich Beschleuniger) haben eine ähnliche Funktion wie Inkubatoren, allerdings mit einem zeitlich gestrafften Programm. Sie richten sich an Startups, die sich ganz am Anfang befinden und oft nur eine Geschäftsidee haben. Meist wird ein Startup dabei über einen Zeitraum von einem Quartal oder maximal einem halben Jahr betreut und ko-finanziert. Accelerator werden gewerblich betrieben und der Accelerator nimmt als Entlohnung für seine Förderung meist einen Anteil am Startup-Unternehmen. Ein Gegenbeispiel dafür ist der Berlin Hardware Accelerator. Binnen weniger Monate bauen die Startups einen ersten Prototyp und erstellen für ihre Idee ein Geschäftsmodell. Am Ende des Aufenthaltes werden Investoren eingeladen und erhalten die Möglichkeit, in die Startups zu investieren. Damit erhöht sich ihre Erfolgswahrscheinlichkeit und somit auch das finanzielle Ergebnis für den Accelerator.
Gerade global agierende etablierte Unternehmen wollen die Beweglichkeit von Startups nutzen, um Innovationen für sich zu befördern und nachhaltig zu nutzen. Auch Venture-Capital-Gesellschaften und bereits erfolgreiche Startup-Gründer engagieren sich vielfältig in der Gründer- und Startup-Förderung. Sie sind die verbreitetsten Betreiber von Accelerator-Programmen. Die Programme können hinsichtlich ihrer Leistungen wie der Art des Mentorings, der gebotenen Räumlichkeiten und Bedingungen für Investitionen stark variieren und grundverschiedene Geschäftsbereiche und Gründertypen ansprechen: Beispiele sind Startup Autobahn von Daimler im Bereich Mobilität, Edtech Next Inkubator für technische Innovationen im Bildungsbereich oder StartUp MOM, einem Accelerator für Unternehmer-Mütter (weitere Beispiele im nächsten Absatz).
Beispiele
Einer der bekanntesten und erfolgreichsten Accelerators ist Y Combinator mit Sitz in Mountain View, Kalifornien, USA – er wurde 2005 gegründet und gilt damit als erster „Seed Accelerator“. Er hat hunderte Startups in unterschiedlichen Marktsegmenten bei der Gründung unterstützt, darunter bekannte Namen wie Reddit, Airbnb, Dropbox und Disqus. Der Gesamtwert der durch Y Combinator geförderten Unternehmen wird auf 7,8 Milliarden US-Dollar geschätzt, was einem Durchschnittswert von 45,2 Millionen US-Dollar pro Firma entspricht.
Auf den Pionier-Accelerator Y Combinator folgten weitere bedeutende Programme wie TechStars (seit 2006) und mehrere Ableger von SOSV sowie die beiden europäischen Programme Seedcamp (2007) und Startupbootcamp (2010), die regelmäßig in Europa (u. a. in Berlin, Amsterdam, London, Istanbul und Paris) und weiteren Erdteilen angeboten werden.

Beispiele für deutsche Accelerator sind die unternehmensinternen Gesellschaften T-Venture (2014 durch Deutsche Telekom Capital Partners (DTCP) ersetzt) und hub:raum der Deutschen Telekom, CoLaborator und Grants4Apps der Bayer AG, der Commerzbank Main Incubator, You Is Now der Scout24 Holding, der Siemens Technology Accelerator, Plug and Play der Axel Springer SE, der ProSiebenSat.1 Accelerator sowie die Startup-Autobahn Stuttgart. Globale Beispiele sind der Microsoft Ventures Accelerator, Google for Entrepreneurs und Wayra des Telekommunikationskonzerns Telefónica. Anbieter wie Startupbootcamp und Seedcamp haben auch Standorte in Deutschland, vor allem in Berlin, wo auch die Berlin Startup Academy ansässig ist. Ein Sonderfall ist der German Silicon Valley Accelerator, der Startups mit Unterstützung der deutschen Bundesregierung einen dreimonatigen Aufenthalt im Umfeld der großen Technologiekonzerne im Westen der USA ermöglicht. Das Modell des Organic Accelerator wird in der Factory Berlin verfolgt, wo die gesamte nötige Infrastruktur und profilierte Technologie-Unternehmen (wie SoundCloud und Twitter) Gründer unterstützen, wobei die Factory im Gegensatz zu anderen Programmen große Freiheit gewährt und keine Unternehmensanteile verlangt oder Vorgaben zur Struktur macht. In Italien bilden die Kooperationen des AREA Science Park mit der Stadt Triest und Microsoft ein international bedeutendes Acceleratormodell.

### Förderprogramme
Viele Länder haben sowohl auf regionaler als auch auf nationaler Ebene Förderprogramme, um Menschen zur Gründung eines Startups zu motivieren. In Deutschland ist das EXIST-Programm des Bundes ein bekanntes Beispiel, das Gründungen aus der Wissenschaft fördern will, indem es sich an Studenten und Absolventen von Hochschulen richtet.
Als ein Problem der öffentlichen Förderprogramme und vor allem der Verwaltungsstellen in Deutschland wird genannt, dass dort häufig nur Deutsch als Amtssprache gesprochen werde, während insbesondere im Bereich der Startup-Unternehmen die englische Sprache zwischen den Gründern aus aller Welt vorherrsche und daher Verständigungsschwierigkeiten mit den Ämtern bestünden. Neben weiteren Gründen wird auch deshalb die Etablierung von Englisch als zusätzlicher Amtssprache vorgeschlagen.
Um die Auswirkungen der durch die COVID-19-Pandemie ausgelösten Wirtschaftskrise 2020 zu lindern, legte die Bundesregierung im April 2020, nach Forderungen von Startup-Initiativen, ein 2 Mrd. € schweres Maßnahmenpaket auf. Dieses ist in zwei Säulen ausgestaltet: Einerseits sollen Startups indirekt durch öffentliche Co-Investitionen unterstützt werden. Durch die so genannte Corona Matching Fazilität werden die Investitionen privater Wagniskapitalfonds mit öffentlichen Mitteln gespiegelt. Mit der zweiten Säule des Startup-Schutzschilds werden Startups und kleine Mittelständler unterstützt, die keinen Zugang zur Corona Matching Fazilitäten haben. Die Umsetzung der zweiten Säule erfolgt, im Gegensatz zur Corona Matching Fazilität, dezentral über die Förderinstitute der Bundesländer.

## Prinzipien

### Marktvalidierung
Ein Schlüsselprinzip des Startups besteht darin, den Marktbedarf zu validieren, bevor ein kundenorientiertes Produkt oder eine Dienstleistung bereitgestellt wird, um Geschäftsideen mit schwacher Nachfrage zu vermeiden. Die Marktvalidierung kann auf verschiedene Weise erfolgen, einschließlich Umfragen, Kaltakquise, Mundpropaganda oder durch Stichprobenforschung.

### Design-Thinking
Design Thinking ist ein Ansatz zur Problemlösung und Ideenentwicklung, der eingesetzt wird, um die Bedürfnisse der Kunden engagiert zu verstehen.

### Entscheidungsfindung unter Unsicherheit
In Startups werden viele Entscheidungen unter Unsicherheit getroffen, und daher ist es ein Schlüsselprinzip für Startups, agil und flexibel zu sein. Gründer können Optionen zur flexiblen Gestaltung von Startups einbetten, damit sich die Startups in Zukunft leicht ändern können.
Unsicherheit kann innerhalb einer Person (ich fühle mich dieses Jahr unsicherer als letztes Jahr) und zwischen Personen (er fühlt sich unsicherer als sie) variieren. Eine Studie ergab, dass Unternehmer, die sich unsicherer fühlen, mehr Chancen erkennen (Unterschiede zwischen Personen), aber Unternehmer, die mehr Unsicherheiten wahrnehmen als andere, erkennen nicht mehr Chancen als andere (kein Unterschied zwischen Personen).

### Partnerschaften
Startups können Partnerschaften mit anderen Unternehmen eingehen, um ihr Geschäftsmodell zu ermöglichen.
Startups brauchen in der Regel viele verschiedene Partner, um ihre Geschäftsidee zu verwirklichen. Der Kommerzialisierungsprozess ist oft ein holpriger Weg mit Iterationen und neuen Erkenntnissen während des Prozesses. Hasche und Linton (2018) argumentieren, dass Startups aus ihren Beziehungen zu anderen Unternehmen lernen können, und selbst wenn die Beziehung endet, hat das Startup wertvolles Wissen darüber gewonnen, wie es weitermachen sollte. Wenn eine Beziehung für ein Startup scheitert, muss es Änderungen vornehmen.
Drei Arten von Veränderungen können nach Hasche und Linton (2018) identifiziert werden:
- Änderung des Geschäftskonzepts für das Start-up
- Wechsel der Kollaborationskonstellation (Wechsel mehrerer Beziehungen)
- Änderung der Charakteristik der Geschäftsbeziehung (mit dem Partner, z. B. von einer Transaktionsbeziehung zu einer eher kooperativen Beziehungsform)

### Unternehmerisches Lernen
Startups müssen mit enormer Geschwindigkeit lernen, bevor ihnen die Ressourcen ausgehen. Proaktive Aktionen (Experimentieren, Suchen usw.) verbessern den Lernprozess. Um effektiv zu lernen, formulieren Gründer oft falsifizierbare Hypothesen, bauen ein Minimum Viable Product (MVP) und führen A/B-Tests durch.

### Geschäftsmodelldesign
Mit den wichtigsten Erkenntnissen aus Marktvalidierung, Design Thinking und Lean Startup können Gründer ein Geschäftsmodell entwerfen. Es ist jedoch wichtig, nicht zu früh in Geschäftsmodelle einzutauchen, bevor genügend Erkenntnisse zur Marktvalidierung vorliegen. Paul Graham sagte: „Was ich Gründern sage, ist, das Geschäftsmodell zunächst nicht zu sehr ins Schwitzen zu bringen. Die wichtigste Aufgabe ist zunächst, etwas aufzubauen, das die Leute wollen. Wenn Sie das nicht tun, spielt es keine Rolle, wie clever Ihr Unternehmen ist Modell ist.“

### Lean Startup
Als Folge der gescheiterten Startups nach dem Platzen der Dotcom-Blase im Jahr 2000 entwickelten der amerikanische Investor Steve Blank und sein ehemaliger Student und heutiger Geschäftspartner Eric Ries in Anlehnung an die Lean Production die Lean Startup Methodik, die darauf abzielt, Produktentwicklungszyklen zu verkürzen und schnell festzustellen, ob ein vorgeschlagenes Geschäftsmodell realisierbar ist.

## Start-ups nach Region

### Asien
In Indien sind die Standorte Delhi und Bangalore dabei, sich zu einem „indischen Silicon Valley“ zu entwickeln. In China gilt Shenzhen als eines der Startup-Zentren für Hardware-Startups.

### Amerika
Vereinigte Staaten von Amerika

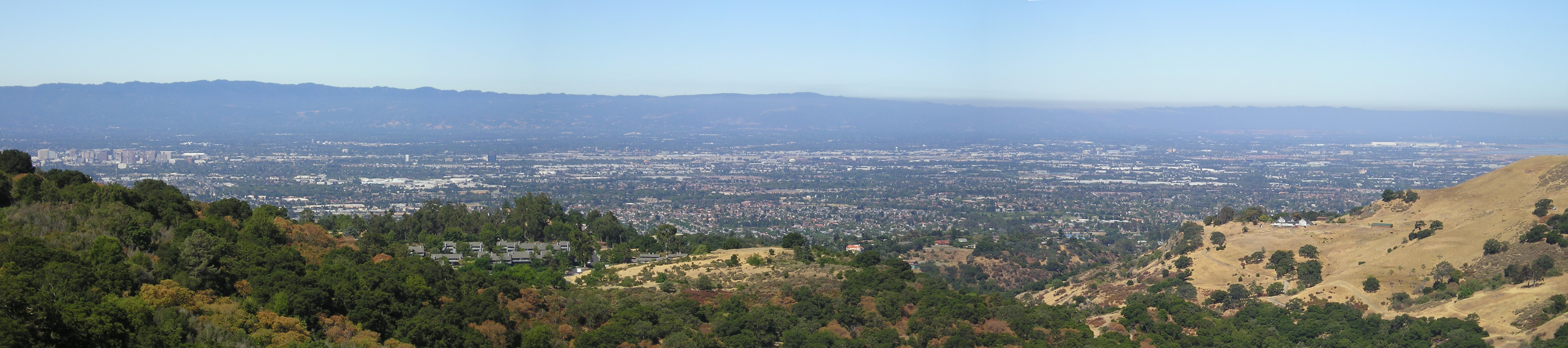
Silicon Valley in Kalifornien (USA).

Das Silicon Valley in Kalifornien (USA) gilt weltweit als vorbildlicher Startup-Standort, der durch seine Spitzenforschung etwa an der Stanford University, zahlreichen Gründerzentren, vielen Kapitalgebern sowie innovativem, mutigem und gut vernetztem Unternehmertum erfolgreich ist. Zu den weltweit renommiertesten Beispielen von Unternehmen, die als Startup gegründet wurden, gehören online-basierte Dienste aus dem Silicon Valley wie Google, Facebook (jetzt Meta), Twitter, eBay, PayPal, Airbnb, GitHub, Salesforce und Uber, die Online-Universität Udacity, der Versandhändler Amazon sowie Technologieunternehmen wie Tesla Motors und SpaceX.
Einige bescheidene Garagen und Werkstätten von Privathäusern berühmter Start-up-Gründer und Firmencampusse, vor allem im Silicon Valley in Kalifornien, sind heute weltberühmt, manchmal auch unter Denkmalschutz gestellt, in Museen umgewandelt und von einigen als wahre Symbole des amerikanischen Traums respektive Gründungsmythos anerkannt. Dazu gehören beispielsweise das Daimler-Museum in Stuttgart, Henry Fords ehemalige Werkstatt, Harley-Davidsons Werkstattschuppen, Hewlett-Packards Garage, Apples Garage, Googles Garage und viele mehr.

Einige mythische historische Start-up-Garagen und Werkstätten
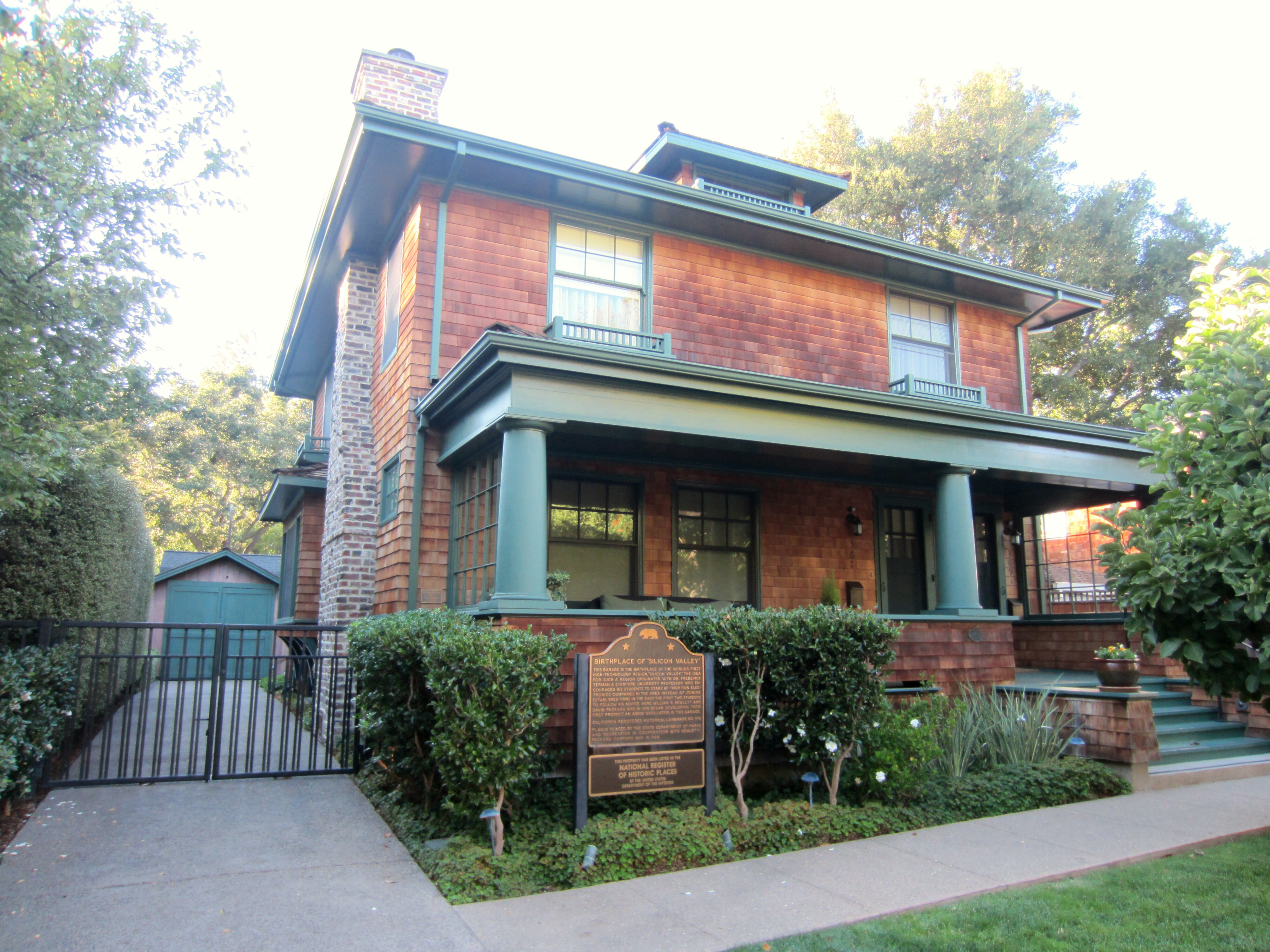
Die Hewlett-Packard-Garage von 1939, Kalifornien.
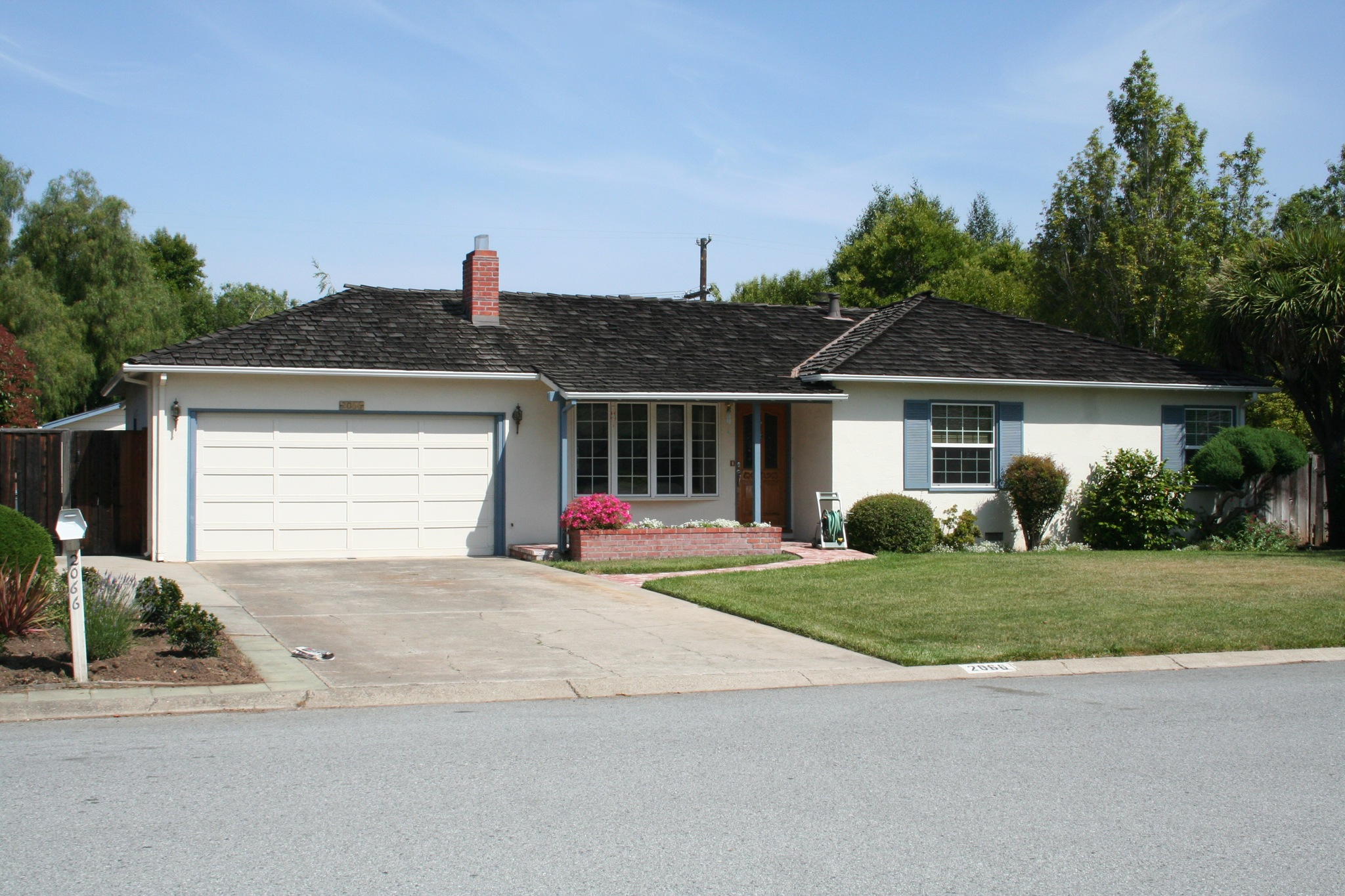
Die Apple-Garage, 1976, Kalifornien.
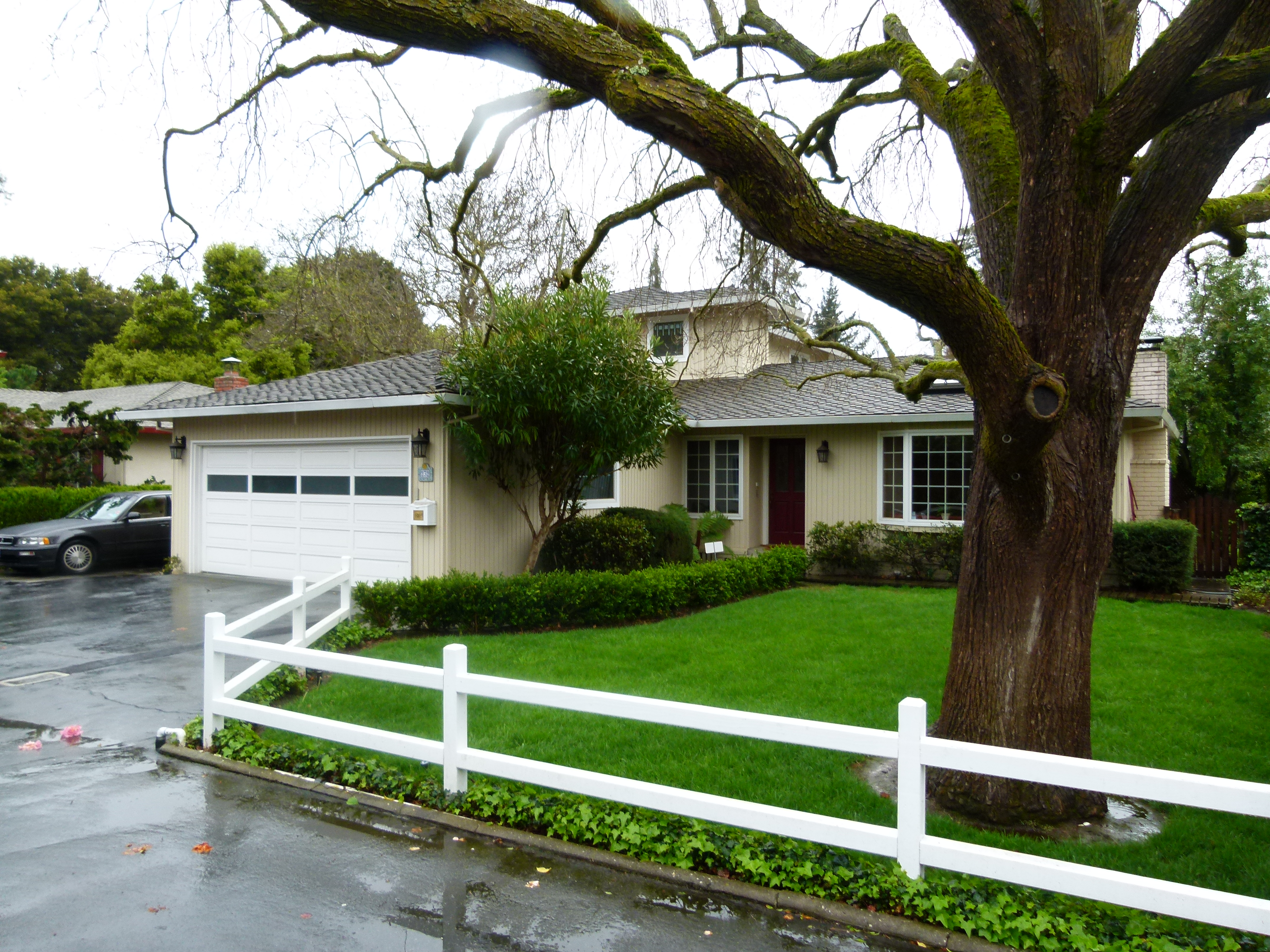
Die Google-Garage, 1997, Kalifornien.

Im Vergleich zu Deutschland ist Wagniskapital für Wachstumsunternehmen in den Vereinigten Staaten deutlich leichter und in höheren Summen verfügbar. 2022 standen in den USA so rund fünf- bis siebenmal höhere Summen pro Kopf zur Verfügung als in Deutschland.

### Naher, Mittlerer und Ferner Osten
Israel
Dicht folgend auf das Silicon Valley ist Israel, wo der Pro-Kopf-Einsatz von Wagniskapital im Jahr 2015 mit 553 US-Dollar deutlich über dem US-amerikanischen mit 229 US-Dollar lag.

### Europa
Bekannte europäische Startup-Unternehmen mit einem hohen Marktwert sind Skype, Spotify, Yandex, Asos, SimilarWeb, Adyen, Markit und Criteo.
Deutschland
Im Jahr 2021 sammelten deutsche Start-ups 2021 die bisher höchste Summe von 17,4 Milliarden Euro Risikokapital ein. Im folgenden Jahr erlebte der Markt aufgrund verschiedener Faktoren wie dem Ukraine-Konflikt, der Zinswende und einer allgemeinen konjunkturellen Unsicherheit einen Einbruch von knapp 20 %; deutsche Jungunternehmen sammelten so im ersten Halbjahr 2022 knapp 6 Mrd. Euro ein, im Vergleich zu 7,6 Mrd. Euro im Vorjahr. Die Anzahl der Finanzierungsrunden lag bei 549, blieb damit aber trotz eines leichten Rückgangs zu 2021 über dem Niveau der Vorjahre. Innerhalb von Deutschland fließt das meiste Kapital in Start-up-Unternehmen in Berlin, dort landen ca. 50 % aller Risikokapital-Investitionen (3,25 Mrd. Euro im ersten Halbjahr 2022). Auf Rang zwei liegt München (1,16 Mrd. Euro). Abschwungphasen im Start-up Sektor halten üblicherweise zwei bis drei Jahre an.
|                         | 2021      | 2022     |
| ----------------------- | --------- | -------- |
| Summe (in Euro)         | 17,4 Mrd. | 9,9 Mrd. |
| Veränderung zum Vorjahr |           | - 43 %   |
| Finanzierungsrunden     |           | 1.008    |
| Veränderung zum Vorjahr |           | - 13 %   |

Bei einer Befragung von Gründern von Technologie Unternehmen im Jahr 2022 gaben 42 % der Befragten an, dass sich die Situation in Deutschland für Startups in den letzten Jahren verbessert habe. 40 Prozent sahen keine Veränderung und 12 Prozent beklagen eine Verschlechterung für die Startup-Szene. Die staatlichen Förderbank KfW erhebt und veröffentlicht vierteljährlich die beiden Geschäftsklimaindizes German Private Equity Barometer und das German Venture Capital Barometer um die Stimmung des Sektors abzubilden. Dazu werden die rund 200 Mitglieder des Bundesverbands Deutscher Kapitalbeteiligungsgesellschaften (BVK) sowie weitere deutsche Beteiligungsgesellschaften befragt. Der letzte Bericht von November 2022 beschreibt einen starken Einbruch des Geschäftsklimas.
Im Jahr 2020 wurden laut Deutscher Startup Monitor (DSM) mit 31,8 % die meisten Startups im Bereich Informations- und Kommunikationstechnologie gegründet, gefolgt von der Ernährungs- und Nahrungsmittel/Konsumgüter-Branche mit 10,7 %.
Beispiele für Startups in Deutschland sind die sozialen Netzwerke Researchgate und StepStone, die Internethändler Zalando, Home24 und Westwing, der Mobile-Payment-Anbieter payleven, das Biotech-Unternehmen CureVac, sowie die Webdienst-Anbieter Eventim, GetYourGuide, Trivago, tape.tv, Here, Teamviewer, Jimdo, Lieferheld, HelloFresh, Statista, Babbel, Wunderlist und SoundCloud. Auch in der Nische der Handy- und Browserspiele gibt es erfolgreiche deutsche Startups, dazu gehören Wooga, Bigpoint, Gameforge und Goodgame.
Einige deutsche Startups finden mit ihren Geschäftsmodellen im Bereich individuelle Fertigung, Online-Dating und Shared Economy auch amerikanische Nachahmer, wie etwa Spreadshirt und Mymuesli oder zum Beispiel der Mietmarktplatz Erento und die Privatkreditmarktplätze auxmoney und smava. Im dynamischen Wachstumsmarkt Mobilität etablierte sich neben Ausgründungen deutscher Automobilhersteller wie die fusionierten Carsharing-Anbieter Car2go und DriveNow und der Mitfahrzentrale flinc vor allem das Münchner Startup FlixMobility (FlixBus, Flixtrain), das nach Deutschland und Europa in die USA expandierte.
Eine Vielzahl der Startups ist in regionalen Netzwerken oder Organisationen wie dem Bundesverband Deutsche Startups oder Bitkom miteinander verbunden.
Schweiz
2022 wurden Schweizer Startups mit annähernd CHF 4 Milliarden finanziert. Den größten Anteil hatte dabei der ICT-Sektor vor Fintech und Cleantech – mit dem Spitzenreiter von 2020, Biotech, an vierter Position.